# 凤凰勋章
凤凰勋章（希臘語：Τάγμα του Φοίνικος）是希腊所颁授的一种勋章。由希腊第二共和国政府于1926年5月13日设立，以取代被废止的乔治一世勋章。1935年，希腊王室复辟后，凤凰勋章得以保留，延续至今第三共和国时期。
目前，希腊政府对于在美术、文学、科学、公共管理、海运、商业及工业领域做出杰出贡献的希腊公民授予此勋章。凤凰勋章同时可授予那些为提高希腊国际声望做出贡献的外国人。

## 级别
凤凰勋章分为五等：
- 大十字勋章（Μεγαλόσταυρος），绶章佩戴于系于右肩的肩带上，星章佩于左襟。
- 大司令勋章（Ανώτερος Ταξιάρχης），绶章系于领下，星章佩于左襟。
- 司令勋章（Ταξιάρχης），绶章系于领下。
- 金十字勋章（Χρυσούς Σταυρός），绶章佩戴于左襟。
- 银十字勋章（Αργυρούς Σταυρός），绶章佩戴于左襟。

## 样式
绶章为一架白色珐琅质十字架样式，十字架中心为凤凰，象征希腊国家的重建。银十字级为银色十字架，其余等级为金色。十字架向上一支缀有一枚五角星。在第一版中（1926年至1935年），十字架的四端还有安色尔体的“E-T-T-A”四个字母，为勋章格言的首字母缩写。在王国时期（1935年至1974年），字母被去除，绶章顶部增加了代表君主制的王冠。绶章背面刻有当时希腊格吕克斯堡王朝的花押字。在现行的版本中（1975年始），去除了王冠，绶章背面也改刻希腊国徽及（希腊共和国）一行字。
星章为银色八角星样式，缀有放射形星芒，中间为凤凰。王国时期，凤凰顶部还有王冠。
绶带为橙色缀黑边。

## 授勋名单

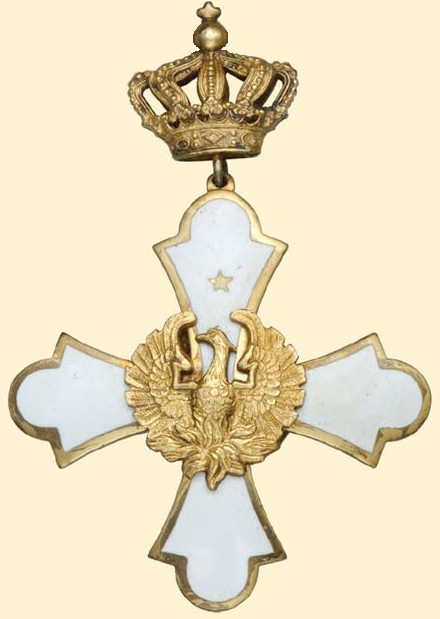
第二版凤凰勋章绶章

| 受勋人            | 国籍     | 时间       | 级别   | 参考  |
| ----------------- | -------- | ---------- | ------ | ----- |
| 乔治二世          | 希腊王国 |            | 大十字 |       |
| 保罗一世          | 希腊王国 |            | 大十字 |       |
| 罗伯特·贝登堡     | 英国     |            | 大十字 |       |
| 艾尔哈德·米尔希   | 纳粹德国 | 1934年5月  | 大十字 | [ 1 ] |
| 乔治六世          | 英国     | 1936年10月 | 大十字 |       |
| 约翰·斯莱塞       | 英国     | 1946年9月  | 大十字 | [ 2 ] |
| 康斯坦丁二世      | 希腊王国 |            | 大十字 |       |
| 菲利普亲王        | 英国     | 1950年     | 大十字 |       |
| 伊丽莎白二世      | 英国     |            | 大十字 |       |
| 哈拉尔五世        | 挪威     |            | 大十字 |       |
| 奥德修斯·埃里蒂斯 | 希腊王国 | 1965年     | 司令   |       |
| 保罗·萨班斯       | 美国     |            | 大十字 |       |
| 卡尔·比尔特       | 瑞典     |            | 大十字 |       |
| 帕夫洛斯王储      | 希腊     |            | 大十字 | [ 3 ] |
| 尼古拉斯王子      | 希腊     |            | 大十字 | [ 4 ] |
| 腓力王子          | 希腊     |            | 大十字 | [ 5 ] |
| 约阿基姆王子      | 丹麦     |            | 大十字 |       |
| 罗林泉            | 中国     | 2011年7月  | 大司令 | [ 6 ] |
| 魏家福            | 中国     | 2013年6月  | 大十字 | [ 7 ] |